# Timo Kuusisto
Timo Pekka Kuusisto (Jalasjärvi, 28 de junho de 1959) é um atleta finlandês de salto com vara.